# Palais Mamming Museum
Palais Mamming Museum dal 2015 è il nome del Museo Civico di Merano (in tedesco Stadtmuseum Meran).

## Storia
Il museo meranese è il più antico dell'Alto Adige. Nel 1899 venne fondata l'associazione "Meraner Museumsverein", e l'anno seguente venne aperto un primo, piccolo museo alla Glallhäusl sulla Passeggiata d’inverno. Il primo direttore fu il medico Franz Innerhofer, che utilizzò per il museo la maggior parte della sua collezione di opere d'arte.
A causa di problemi di spazio la sede del museo fu poi trasferita in un edificio della Jahnstraße (oggi via Galilei). Dal 1989, a seguito della chiusura di questa sede, una piccola parte degli oggetti furono esposti nell'edificio “Roter Adler” in via delle Corse. Nel 1991 il Comune di Merano acquistò Palais Mamming, per ristrutturarlo e potervi trasferire il museo.

## La collezione
L'esposizione permanente, divisa in 27 sezioni, presenta aspetti della storia meranese e tirolese, dalla preistoria fino all'arte moderna.
Attraverso donazioni di cittadini e ospiti di cura il museo è giunto in possesso, oltre alle opere dei pittori Friedrich Wasmann e Leo Putz, anche di oggetti curiosi, come una mummia egizia, la maschera mortuaria di Napoleone, ed una raccolta d'armi africane proveniente dal lascito di Slatin Pascià.
Il museo dispone di oltre 100.000 oggetti, a cui si aggiunge la collezione da 30.000 pezzi di letteratura riguardante il Tirolo.

## Il palazzo
Il palazzo Mamming è un palazzo barocco, eretto attorno al 1675 da Karl Delai per i baroni Mamming. Si trova in piazza Duomo superiore ed era conosciuto anche con il nome Steinachheim oppure Palais Desfours. Il palazzo è tutelato dalle Belle Arti dal 1951.